# Шацкий, Иван Петрович
Иван Петрович Шацкий — советский хозяйственный, государственный и политический деятель, бригадир тракторно-полеводческой бригады Михайловской МТС Курганинского района Краснодарского края. Герой Социалистического Труда (1957).

## Биография
Родился в 1909 году. Член ВКП(б).
С 1925 года — на хозяйственной, общественной и политической работе. В 1925—1958 гг. — батрак, колхозник, тракторист звена, бригадир тракторно-полеводческой бригады Михайловской МТС Курганинского района Краснодарского края, многократно собирал урожай пшеницы более 100 пудов с центнера, ввёл хозрасчёт и разработал успешный в союзном масштабе метод сбора урожая.
Указом Президиума Верховного Совета СССР от 31 октября 1957 года присвоено звание Героя Социалистического Труда с вручением ордена Ленина и золотой медали «Серп и Молот».
Избирался депутатом Верховного Совета СССР 3-го и 4-го созывов.
Скончался в июне 1968 года. 